# پکه (بازیکن فوتبال)
جرارد فرناندز کاستیانو ملقب به پکه (انگلیسی: Peque؛ زادهٔ ۴ اکتبر ۲۰۰۲) بازیکن فوتبال اهل اسپانیا است که در حال حاضر برای باشگاه فوتبال سویا بازی می‌کند. 
وی همچنین در تیم ملی فوتبال زیر ۱۸ سال اسپانیا بازی کرده است.